# 馬格斯
通天晓（英語：Ultra Magnus），是變形金剛裡面的其中一名常見角色，在不同作品中多次出現。其典型形象包括藍色和白色為主的配色、一點紅色部分的點綴，以及特別高的肩膀，體型上通常和柯博文(Optimus Prime)有些類似、或至少有關聯。

## G1動畫
在G1動畫中，馬格斯首次登場於《變形金剛：大電影》(Transformers：The Movie)，不過在日本的情況比較特殊，為了彌補無法和美國同時播放大電影而特別製作的獨家播出的特別集數《變形金剛：大城市發動篇》首次在日本觀眾前出現，並持續在變形金剛的第三季與第四季中登場。
在G1動畫中，馬格斯的職位是博派(Autobot)的城市指揮官(City Commander)、駐紮在博派位於地球的城市(Autobot City)上。和柯博文感情非常好，算是博派的第二指揮官，在柯博文臨死前托付的領袖矩陣(Matrix Of Leadership)傳人，亦即親自點明的下任汽车人統帥。可惜柯博文在把領袖矩陣交給馬格斯之前就徹底死亡而鬆了手，在掉落到地上之前，馬格斯和羅德(Hot Rod)都試著接住矩陣，而羅德的手先接住了領袖矩陣，而在後來領袖矩陣亦沒有選擇馬格斯成為統帥，在後來馬格斯遭受到狂派(Decepticon)的追擊時拒絕打開、而讓馬格斯慘遭格威龍(Galvatron)等人肢解，不過他在電影後期垃圾星機器人的幫助下重組復活、並參與最後的歡呼。
在第三季(日本被稱為變形金剛2010)的劇集中，跟羅德以及夏伯分擔統領的職位，而動畫對於其戰鬥的英姿有較深入的描寫。

### 形象
在G1動畫中，馬格斯的外觀塑造了他在後來作品中的經典形象：身材高大、身體以藍色和白色為主色、並有些許的紅色部分，藍色的頭盔旁有兩根白色的管狀天線，雙肩上有高高凸起的白色結構，藍色的脛部和腳部連接。武器是一把淡紫色的大型槍械，變形為一輛汽車載運車（Car Carrier）。聲音部分，大電影中的馬格斯由羅伯特‧史戴克（Robert Stack）聲演。

### 玩具
馬格斯其玩具原本是Diaclone系列中人物「戰鬥柯博文(Battle Convoy)」（バトルコンボイ）的武裝升級版「Powered Convoy」（パワードコンボイ），原来的货柜车箱升级为汽車運載車并可变形为重装甲穿在本體機器人的身上，进入变形金刚系列后删除了原有的关系设定，将身着重装甲的形态设定为独立人物，也就是電影中所呈現的、一體變形的馬格斯，由于当时官方也没对此做任何解释，所以玩家对于为什么柯博文车头与馬格斯车头是一样的非常不解。
在2014年，孩之寶推出了大師級（Masterpiece）的馬格斯玩具，編號是MP-22，完美還原了其在電影和後續動畫中的表現。變形模式則是一體變形，跟最初版本的「機器人穿上裝甲」的概念無關。同一個模具在MP-31號再次出現，將配色改為原本戴雅克隆系列中強化柯博文的紅藍配色。
在2023年，孩之寶在工作室系列(Studio Series)的86號系列中推出了一款指揮官級別(Commander Class)的馬格斯玩具，編號是86-21，其造型、形象乃至變形方式都盡可能在還原在電影中的表現，從拖板車模式到機器人模式可以一體變形。拖板車模式下卡車可與拖板分離，人形模式下四肢更可拆卸，能還原1986年動畫電影中，其遭狂派狙殺肢解的一幕。

## 變形金剛：Car Robot(トランスフォーマー カーロボット)
《變形金剛：Car Robot》是在2000年播出的變形金剛作品，由日方進行製作，在美國引進時更改副標題為Transformers: Robot In Disguise。然而，此標題後來也成為2015年《變形金剛：領袖之證》的續作、《變形金剛：領袖的挑戰》的原文副標題。
本作中的馬格斯直接設定為火焰柯博文（ファイヤーコンボイ，Flame Convoy）的兄弟，名為超神馬格斯（ゴッドマグナス，God Magnus），由松山鷹志聲演，玩具標號是C-023。設定上身高為6公尺、重達15噸，變形為拖板車。主要武器是「藍箭」（ブルーボルト），可變形為「馬格斯火神」（マグナバルカン）、「馬格斯雷射」（マグナレーザー）等等不同的模式。可以和柯博文進行「超巨大合體」（超巨大合体）為超神柯博文（ゴッドファイヤーコンボイ），在合體時有兩人必須握手的步驟。性格較為孤僻、傾向獨來獨往。
在第24集初登場，因為矩陣的關係而和自己的兄弟柯博文有所心結，但在之後順利化解。最後一集中，戰鬥結束後選擇留在地球。

### 2024眾籌版本
在2024年1月30號，孩之寶宣布開始對《變形金剛：Car Robot》的火炎柯博文和超神馬格斯進行HasLab眾籌項目，項目名稱為「超神火焰柯博文」（Omega Prime），包含指揮官級的柯博文、馬格斯、豪華戰將級的藍箭（Bluebolts）。項目截止日期為3月14號，並會視截止時的金額決定其他配件的推出，達到10000人即會推出此產品，達到13000人則會加上原本的巨型大劍「矩陣之刃」（Matrix Blade），達到16000人的話會加上供兩個指揮官級玩具站立的地台。
眾籌版本的造型和外觀大致上與2001年的版本相似，根據推出方為美國，因此角色定名為「Ultra Magnus」而不是「God magnus」，玩具本身尺寸較先前的版本來的大，等級為指揮官級（Commander Class）。馬格斯的武器藍箭在眾籌版中獨立為一個新人物推出，可以在機器人模式和槍械模式中轉換。和舊版本一樣可與柯博文進行合體為超神火焰柯博文。

## 微型三部曲/邪神三部曲
邪神三部曲是對在2000年初由日方主導製作的三部變形金剛電視動畫作品的稱呼，如下所列：
| 播映年分 | 日文原標題 | 中文標題 | 美國標題 |
| -------- | --- | --- | --- |
| 2002     | 超ロボット生命體トランスフォーマー マイクロン伝説                                                                                      | 變形金剛：微型傳說/變形金剛：雷霆艦隊/變形金剛：艦隊系列                                                                               | Transformers: Armanda |
| 2004     | トランスフォーマー スーパーリンク | 變形金剛：超能連結/變形金剛：超能量爭霸戰                                                                                              | Transformers：Energon |
| 2005     | トランスフォーマー ギャラクシーフォース                                                                                                | 變形金剛：銀河之力 | Transformers: Cybertron |
| 註記     | 邪神三部曲是美版的設定，在日版中只有《微型傳說》和《超能連結》是有關連的故事，銀河原力是完全獨立製作的新篇章、與前兩作在劇情上和無關。 | 邪神三部曲是美版的設定，在日版中只有《微型傳說》和《超能連結》是有關連的故事，銀河原力是完全獨立製作的新篇章、與前兩作在劇情上和無關。 | 邪神三部曲是美版的設定，在日版中只有《微型傳說》和《超能連結》是有關連的故事，銀河原力是完全獨立製作的新篇章、與前兩作在劇情上和無關。 |

在三部作品中，傳統形象的馬格斯基本上沒有出場在任何作品中。但是在2002年的《變形金剛：微型傳說》中，其中一個角色在日本被稱為馬格斯(ウルトラマグナス，對應到「Ultra Magnus」)，但是在孩之寶這部動畫引進美國市場後，該角色在美版的《變形金剛：雷霆艦隊》中被命名為負載(Overload)。

### 劇情
劇情上，負載從是由飛輪(Ratchet)和鉤爪(Grap)開發的柯博文增強配備，可變形為太空梭運輸車。
最初的設定是迷你金剛的基地而不是變形金剛，並且場景是考慮到這一點而創建的，但由於設定改變倉促，沒有時間將其納入動畫。其機器人模式最後只出現了兩次，而載具模式後來才出現在引人注目的地方。

### 玩具
負載的機器人模式的核心是一個較小的機器人，叫做馬格努斯(マグナス，對應到「Magnuas」)，英文版名稱為出擊(Rollout)，可以變形為一輛卡車和一把槍，在負載的機器人模式下變形為胸口和頭部。
該玩具在造型上和傳統的馬格斯大抵上並沒有相關的部分，僅有「小機器人穿戴上裝備成為更大機器人」的部分是重疊的，但是比起「穿戴」的動作，此版本比較像是小機器人單純以車輛模式卡進較大機器人的胸口位置而已。
不過，負載的模具在2003年10月曾經重塗為較接近馬格斯傳統的藍色配色，限量100件，作為日本電視雜誌的一場競賽中的獎品。

## 變形金剛進化版(Transformers: Animated)
《變形金剛進化版》世界觀中的馬格斯是柯博文的上司，也是賽博坦全體博派的最高領導人，算是少數馬格斯地位比柯博文還高的作品。此版本的馬格斯是個個性嚴肅的長者，率領博派度過與狂派的戰爭並最終獲得勝利，手持賽博坦的統治地位象徵風暴戰錘，來到地球後掃描變形成一輛重武裝軍用卡車。英文版由傑夫‧班奈特（Jeff Bennett）聲演，和博派同伴巡弋者（Prowl）、狂敗成員音波（Soundwave）、攪拌大師（Mixmister）、人類同伴范淞警官（Captain Fanzone）、人類反派憤怒射手（Angry Archer）等多名角色共用同一名配音員；日文版則由銀河萬丈擔任聲優，台灣卡通頻道版以由曹冀魯配音，粵語版由張炳強配音。
他在第二季登場，作為賽博坦(Cybertron)最高領導人、博派總司令官(Autobot Commander)，伴隨著菁英衛隊爵士(Jazz)和御天至尊(Sentanal Prime)一起出場。之後在賽博坦被偽裝的震盪波(Shockwave)襲擊至重傷瀕死、戰錘也被偷走。直到結局都在昏迷狀態。

## 變形金剛：領袖之證(Transformers：Prime)
在2010年的動畫中，馬格斯的造型接近G1和進化版的混合體，且在動畫中登場前已有玩具版本。於第三季初登場。和爵士一樣都是柯博文早期的副手，在本劇設定中是博派特種部隊雷霆戰隊(Wrecker)的隊長。態度嚴謹而死板，對於博派和人類搭檔總是一板一眼，以至於崇尚自由的輪傑不太喜歡他而屢屢發生衝突、並被戲稱為「大墊肩」。武器為類似柯博文的手部鐳射槍以及失去鑄造力量的索拉絲至尊聖槌、直到後來戰錘被沖雲霄折斷為止。載具型態是和升級前的柯博文一樣的長鼻卡車。其造型大致上是採用柯博文在前兩季中的動畫模組，只有胸口和頭部重新建模，其餘部分均是改色而已。而在馬格斯出現在劇情中之前的玩具再將他的載具型態描繪成一輛飛彈運輸卡車。由麥可‧艾倫賽德(Michael Ironside)聲演。
在第三季初登場，在柯博文復活升級並返回戰線之前暫代其領袖職務，之後則成為副司令般的存在。劇中首先用上野獸獵人(Beast Hunter)來稱呼尋找掠獸金剛殘骸的隊員。本劇是第二部作品中馬格斯使用戰錘作為近身武器，第一部是前述提及的變形金剛進化版。第三季第9集在與巨猙獰的戰鬥中被衝雲霄踏碎右手手指，在資源不足下被飛輪移植上一個爪子；雖然飛輪表明這爪子並未完成，但他卻表示已經足夠應付了，此次經歷也讓輪傑認同他是一個真正的雷霆戰隊。載具型態為跟柯博文在升級前同型號的卡車、索拉絲至尊戰錘可以收納在車輛後方。在最終戰時連同鐵漢(BulkHead)和輪傑一同鎮壓報應號的兵力，最後跟博派回到賽博坦。

## IDW漫畫

### G1(2005~2019)

#### 設定
在由IDW出版的漫畫中，馬格斯外觀和G1動畫相近，身形高大、有著高高的肩膀、身上以淺藍色、白色、紅色為主色調，載具型態主要是卡車頭拖動後方的車廂。不過基於不同刊物間的美術風格經常變化，因此馬格斯的外觀並不固定。在IDW中的設定呼應其原始玩具，是「套著裝甲的較小玩具」這點，設定成由提爾萊斯特大法官（Chief Justice Tyrest）的發想，打造一個「不死的法律象徵」的計畫，也就是說，除了真正的馬格斯本人之外，在他死後出現的馬格斯都是由不同的變形金剛套上了以「馬格斯」為形象打造的神經連結裝甲。此套裝甲的穿戴者必須擁有一種被稱為「負重者（loadbearer）」的特殊能力，其火種足夠強大可以支撐一套自身機體以外的龐大裝甲的重量。同時也是提爾萊斯特協定(Tyrest Accord)的指定執行官(Duly Appointed Enforcer)，此協定的用意是規定雙方交戰過程中不可以將賽博坦科技外流，不過在後續的劇情中因為提爾萊斯特的劇情而被解除職務，一度由星劍(Star Saber)擔任，之後又改由巨無霸福特(Fortress Maximus)擔任。
在本漫畫的大部分時間其是由一位名叫米你莫斯‧安伯斯(Minimus Ambus)的賽博坦人穿戴，他是發條(Rewind)的前任火種伴侶安博斯的兄弟，其是特別強大的負重者，真實身高只不過跟失落之光上最嬌小的船員發條(Rewind)或檔板(Tailgate)差不多而已，先穿戴上一套「安伯斯」裝甲、再套上馬格斯的裝甲，甚至在《難以置信》刊物的後段中穿戴上了一層更大的裝甲，顯示其火種之強大。
在變形金剛和IDW其下的另一條刊物《宇宙騎士》的連動刊中，顯示了米你莫斯原先已經退休了，但是他的繼任者柯博文(Convoy)在和大黃蜂處理擬態幽鬼的時候殉職，因此他才再次被召喚回來、擔任「馬格斯」的身分。
值得一提的是，在IDW設定中有一個名為「Delta Magnus」的角色，長相和馬格斯極度接近，唯配色為紅藍配色，以致敬戴雅克隆原本的玩具「強化柯博文」，不過此角色在故事中和馬格斯的關係不明。

#### 玩具
在孩之寶2015年的玩具主線「合體戰爭」（Combiner Wars）中，以此造型發行了一款無敵戰將級（Leader Class）的玩具，玩具內附的小安伯斯可以做在馬格斯的胸艙內「駕駛」機甲，在日版發行的LG-14中，除了些微的塗裝改動之外，其配件人偶由安博斯改為鈦師傅（Alpha Trion）。其玩具在2016年的的「泰坦回歸」（Titan Return）系列產線中再次改模為柯博文和超人雷恩的玩具出售。

#### 劇情表現
在2009年到2011年的主線刊物《變形金剛》中登場，接受巡弋者(Prowl)的請託，為了調查鐵皮(Ironhide)的戰死作為調查員來到地球。來到地球後，先拜訪由大黃蜂(Bumblebee)率領、打算繼續留在地球的博派金剛的據點，並且持續追查，在發現狂派金剛─戰車隊(Combaticon)成員詐騙(Swindle)和洛迪文、巡弋者等一眾算離開地球的博派、狂派金剛在沒有執照的情況下打算建造飛船離開地球時，立刻對違反多條提爾萊斯特協定內容的詐騙發起拘捕，但被洛迪文阻止，之後回到大黃蜂那裡，組建了一隻隊伍再次出發逮捕詐騙，詐騙也在此和洛迪文翻臉、顯示其真實目的是要利用博派找回衝鋒派(Stunticons)的組員後、透過他掌握的、不穩定的合體技術組合成為萬能喪士(Menasor)。成功合體的萬能喪士很快就壓制住在場的所有博派、幾乎殺死馬格斯、直到被史派克(Spike Witwicky)釋放的柯博文前來支援。
在《難以置信》(More Than Meet The Eye)刊物中，在博派和狂派的戰爭結束後，登上由洛迪文擔任艦長的太空船─失落之光號(Lost Light)，前往尋找賽托邦的過程。在霸王(Overlord)逃獄後成為其中一個犧牲者，被貫穿腹部而死，然後在接下來的劇集中、卻顯示了其在IDW漫畫中的設定。在結局中，受到改邪歸正的密卡登打動，決定卸下盔甲，不再偽裝成別人、以真實的樣貌示人。

## 變形金剛：賽博坦之戰三部曲(Transformers: War For Cybertron Trilogy)
在由NETFLIX製作、2020年上線的本劇中，馬格斯的設定是一起和柯博文在鈦師傅手下學習的師兄弟，在博派和狂派戰爭末期，因為認為柯博文的方式只會增加傷害，因此來到狂派據點和密卡登和談，但是卻遭到殺害。在本作中由愛德華‧包斯寇(Edward Bosco)聲演，和音波(Soundwave)共用同一名配音員。
本作中的馬格斯在造型上和G1完全接近，在劇中為展現過變形型態，但是其玩具顯示其變形為一輛賽博坦拖車。但是增加了鈦師傅協定(Alpha Trion Protocol)持有人的身分，該協定是一套維持賽博坦上大部分基礎設施運作的程式碼，在馬格斯死後傳給大黃蜂，但之後被狂派的病毒碼破壞。

### 玩具
雖然馬格斯在本作中的戲分不多，但是玩具卻持續推出、造型多樣。均為無敵戰將級玩具，且是以同一款模具進行多次改模。
- WFC-S13：2019年配合《圍城》系列推出的玩具，造型完全符合其在劇中的外觀。變形為一輛賽博坦重武裝車輛運輸車。
- WFC-08：2020年配合動畫正式上線，根據劇情推出的玩具。模具和WFC-S13完全符合，但是進行了部分的戰損塗裝。
- WFC-K20：配合2021年的動畫第三季《王國》篇推出，由WFC-S13進行改模，載具模式更接近地球的車輛運輸車，機器人模式也更接近G1肚中的造型。
- PF-WFC-03：2021年重新採用WFC-S13的模具推出，在塗裝上進行了大幅度精進、加上劇中因常的風格而將整體配色調整的較為黯淡。

其模具除了馬格斯自身以外，也進行了多次的改模：給其他角色使用：
- WFC-S40：銀河升級柯博文，大致外觀上比較接近《變形金剛：銀河之力》系列中柯博文的外觀。雖然屬於圍城產線，不過柯博文在劇中實際上並沒有採用此造型，僅在IDW出版社在2019年重啟後的漫畫刊物中出現過。
- 新星至尊（Nova Prime）：從WFC-S40改模而來，屬於2023年「傳承」（Legacy）產線。大致上接近其在IDW漫畫中的造型。
- 鏡像馬格斯（Shatter Glass Ultra Magnus）：在2022年推出，鏡像世界版本的邪惡馬格斯，身體以藍紅配色為主，極度相似於戴雅克隆原版的馬格斯。除了一般狀態的頭部，還附有一顆可替換的頭部、呈現出其面目猙獰的本相。

## 註記
- 在Dreamwave世界觀中，馬格斯被設定成柯博文的兄弟。